# برج سوکار
برج سوکار (به انگلیسی: SOCAR Tower) آسمان‌خراش ۴۲ طبقه به ارتفاع ۲۰۹ متر، با کاربری اداری-تجاری است، که در شهر باکو، جمهوری آذربایجان مستقر می‌باشد. پروژه ساخت این ساختمان در سال ۲۰۱۰ آغاز و تا اواخر سال ۲۰۱۴ تکمیل خواهد شد. برج سوکار بلندترین سازه در سرزمین قفقاز بشمار می‌آید. دفتر مرکزی شرکت نفتی سوکار در این ساختمان مستقر است.

## نگارخانه

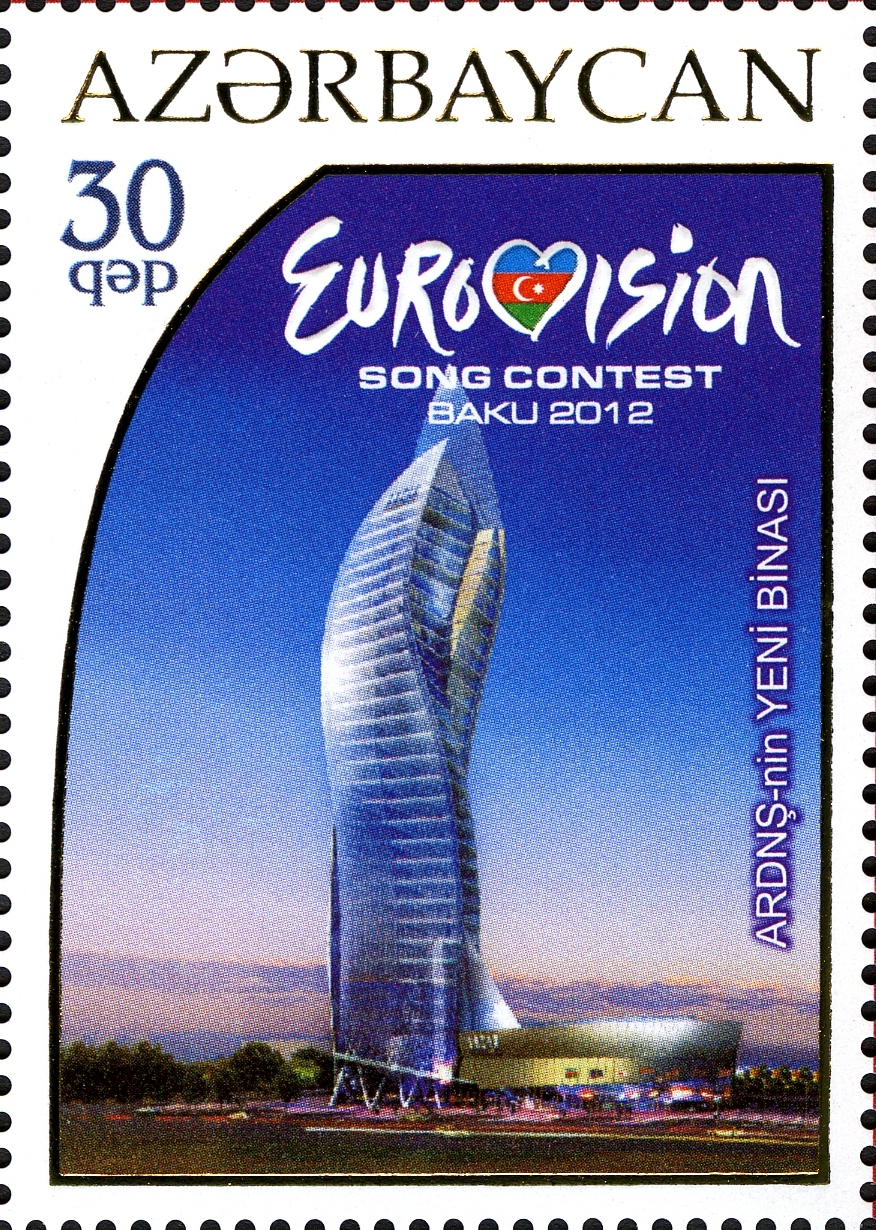
برج سوکار بر کارت پستال آذربایجان
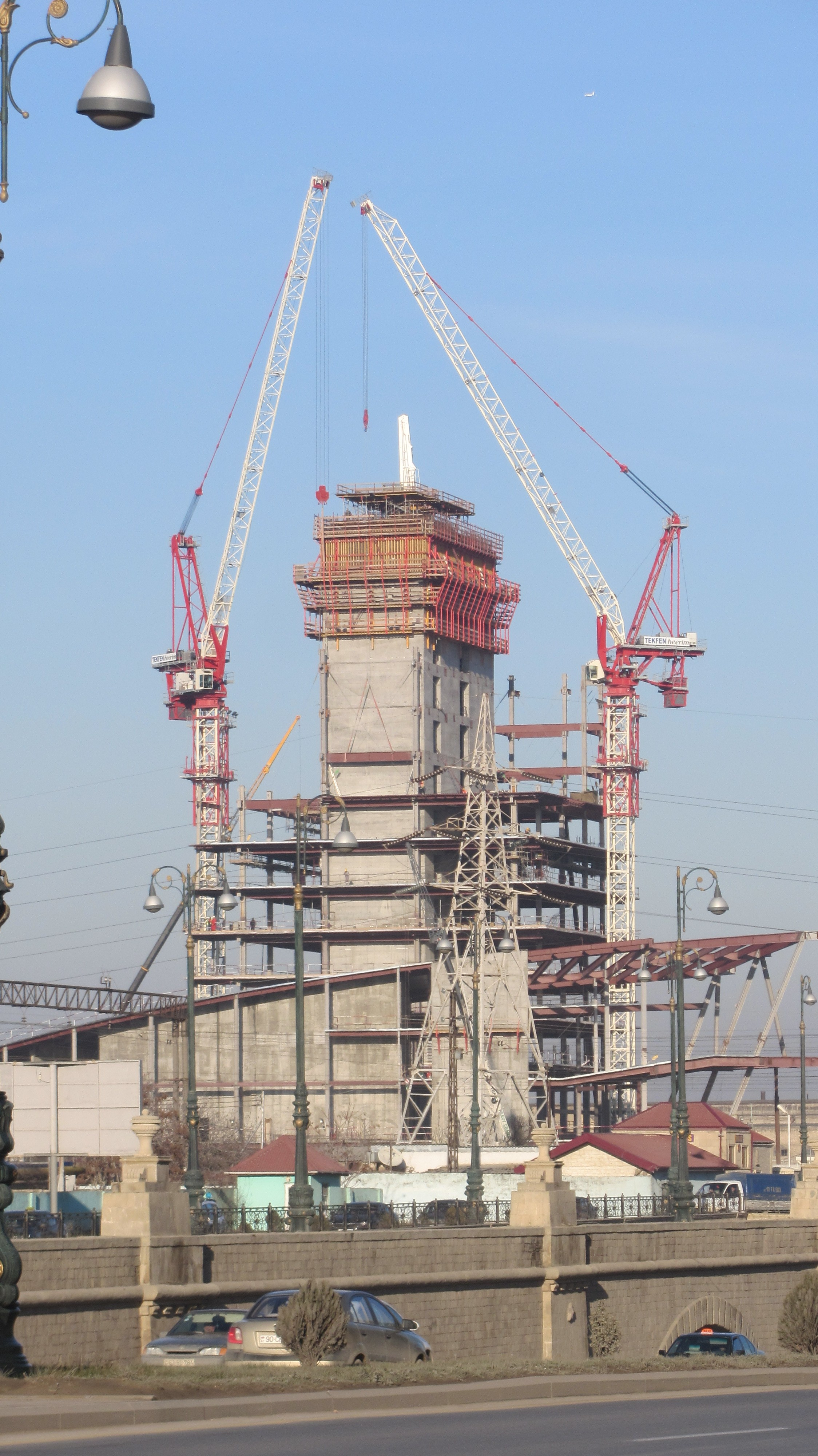
ژانویه ۲۰۱۳
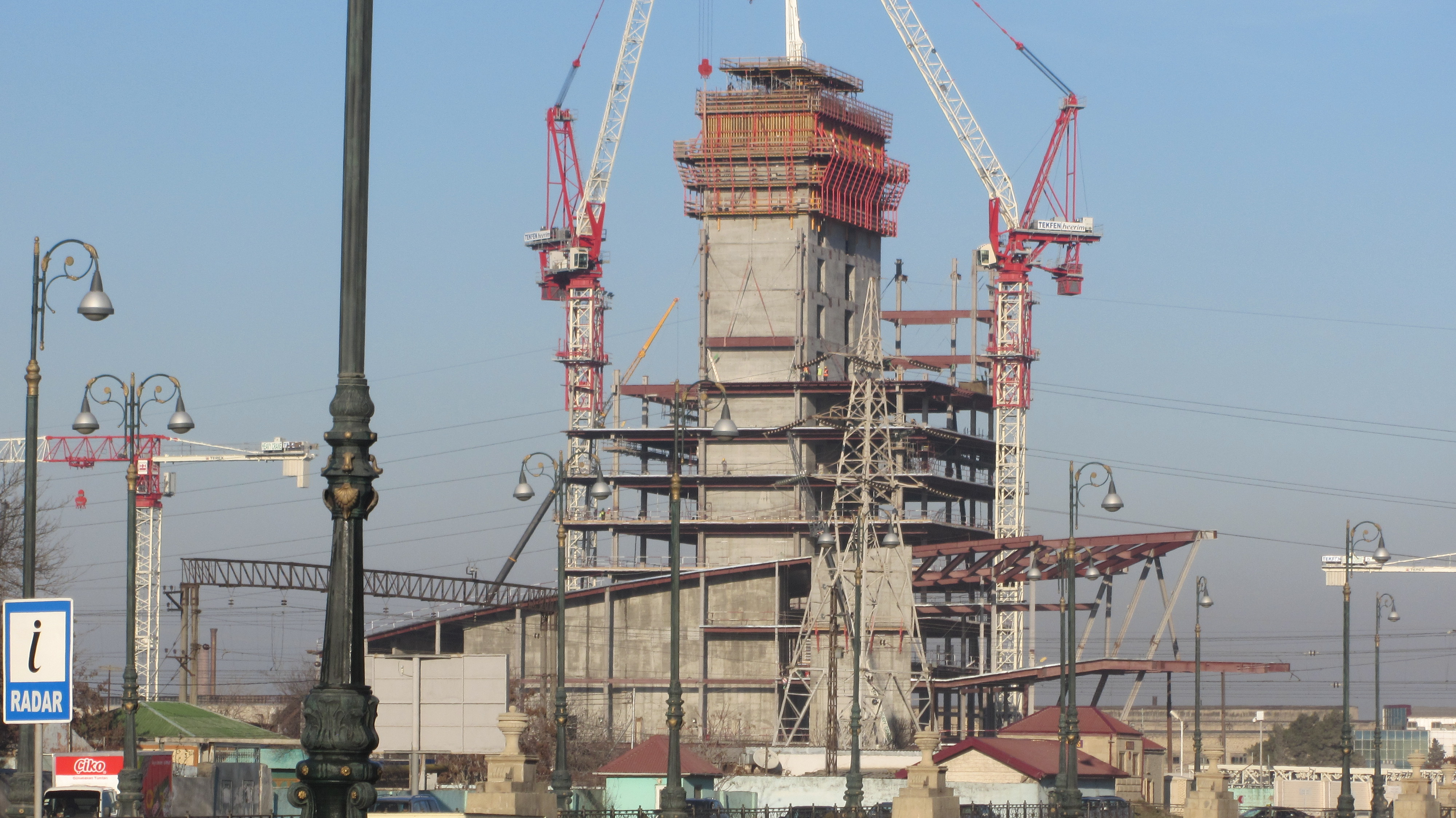
ژانویه ۲۰۱۳
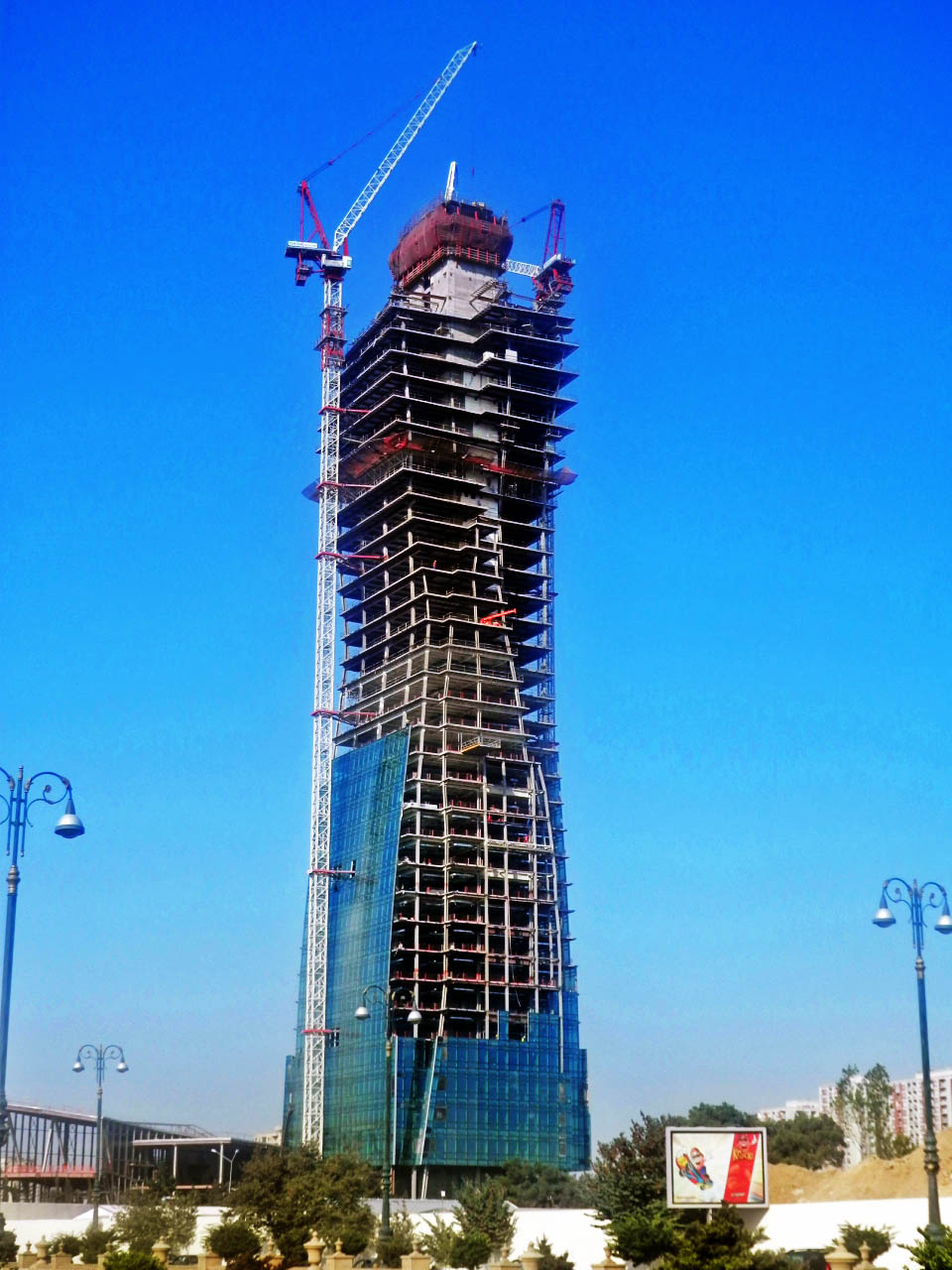
اوت ۲۰۱۳